# Área metropolitana de Des Moines
El área metropolitana de Des Moines-West Des Moines, es un Área Estadística Metropolitana (MSA) centrada en la ciudad Des Moines, capital del estado de Iowa, en Estados Unidos. Denominada como tal por la Oficina del Censo de los Estados Unidos, su población según el censo de 2010 es de 569.633 de habitantes.

## Composición

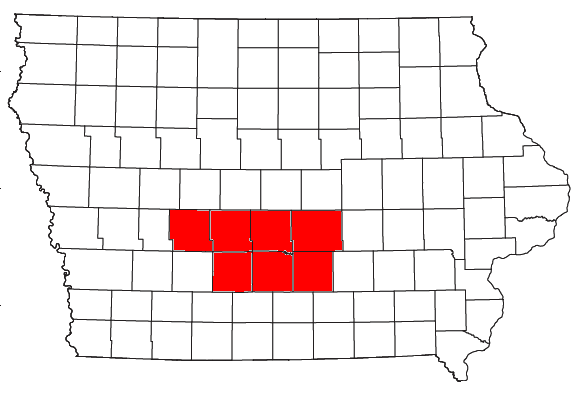
Mapa de Iowacon el área metropolitana de Des Moines resaltada en rojo.

Los 5 condados que componen el área metropolitana y su población según el censo 2010:
- Dallas– 66.135
- Guthrie– 10.954
- Madison– 15.679
- Polk– 430.640
- Warren– 46.225

## Poblaciones del área metropolitana

### Ciudades principales
- Des Moines
- West Des Moines

### Otras ciudades y pueblos del área
- Altoona
- Ankeny
- Clive
- Indianola
- Johnston
- Urbandale
- Waukee